# Weston McKennie
Weston James Earl McKennie (Fort Lewis, 28 agosto 1998) è un calciatore statunitense, centrocampista della Juventus e della nazionale statunitense.
Con il club torinese ha vinto due Coppe Italia (2020-2021 e 2023-2024) e una Supercoppa italiana (2020).
Convocato nella nazionale statunitense a partire dal 2017, con gli Yanks ha vinto tre CONCACAF Nations League (2019-2020, 2022-2023 e 2023-2024). A livello individuale è stato inoltre nominato U.S. Soccer Athlete of the Year nel 2020.

## Biografia
È nato nello stato di Washington, dov'era all'epoca stanziato il padre, militare e pertanto soggetto a frequenti trasferimenti con la famiglia al seguito; come conseguenza di ciò, dai sei ai nove anni Weston ha vissuto anche a Kaiserslautern, in Germania, vicino alla Ramstein Air Base dove il genitore si trovava a prestare servizio. Per questo motivo McKennie considera come sua città natale Little Elm, nel Texas, dove la famiglia si è stabilita una volta conclusasi la carriera militare del padre.

## Caratteristiche tecniche
Di ruolo centrocampista centrale, si distingue per l'aggressività nel pressing, per gli inserimenti senza palla e per l'intensità con cui gioca. Forte nei contrasti, la sua duttilità gli consente di giocare in diverse posizioni del centrocampo (centrale, mediano davanti alla difesa, interno) e da trequartista; in alcune occasioni ha giocato anche da terzino, difensore centrale e attaccante. Si distingue anche per le sue capacità nel recuperare palla e nell'anticipare l'avversario. Dotato di una discreta tecnica di base, sa farsi valere anche nel gioco aereo, riesce a essere efficace per come copre la palla e come la muove con entrambi i piedi e dispone anche di una buona mobilità. Per il suo stile di gioco e per le sue caratteristiche, McKennie è stato sin da subito paragonato a Edgar Davids e Arturo Vidal.

## Carriera

### Club

#### Gli inizi, Schalke 04

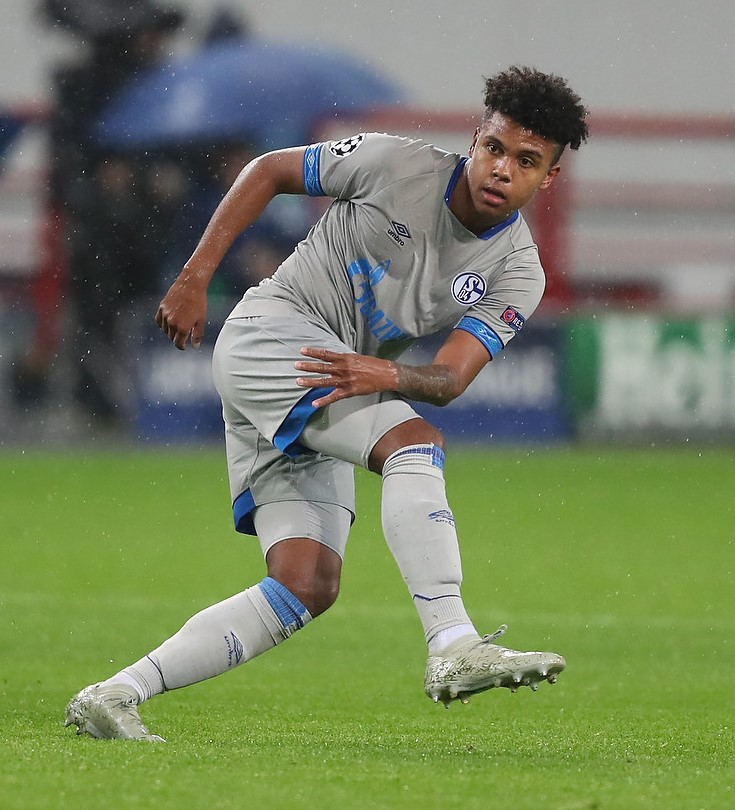
McKennie in azione allo Schalke 04 nel 2019

Cresciuto nei settori giovanili del Phönix Otterbach e FC Dallas, nel 2016, dopo aver rifiutato la proposta di rinnovo del club statunitense, passa allo Schalke 04.
Aggregato inizialmente alla formazione giovanile, dopo appena un anno, il 18 maggio 2017, viene promosso in prima squadra; mentre due giorni dopo compie il suo debutto professionistico, nella partita pareggiata per 1-1 contro l'Ingolstadt 04, valida per l'ultima giornata di campionato, subentrando al 77' a Donis Avdijaj. Nella seconda stagione da professionista si rivela un punto fermo della squadra, tanto da conquistare 25 presenze complessive tra cui 22 in Bundesliga.
La terza stagione inizia con il debutto in UEFA Champions League, il 18 settembre 2018, in un pareggio contro il Porto valido per la prima giornata della fase a gironi. Il mese seguente si apre con i primi gol di McKennie: il primo il 3 ottobre in Champions nella vittoria esterna contro il Lokomotiv Mosca; il secondo tre giorni dopo, nella vittoria dei Königsblauen ai danni del Fortuna Düsseldorf per 2-0. Conclude la terza stagione con 33 presenze e due reti (le prime) complessivi.
La quarta stagione, che si avvia con l'arrivo in panchina del connazionale David Wagner, vede McKennie ancora una volta un punto fermo della squadra, che si ritrova ad affrontare un periodo di crisi. Rendendosi protagonista con 33 presenze e tre reti, tra campionato e coppa.

#### Juventus

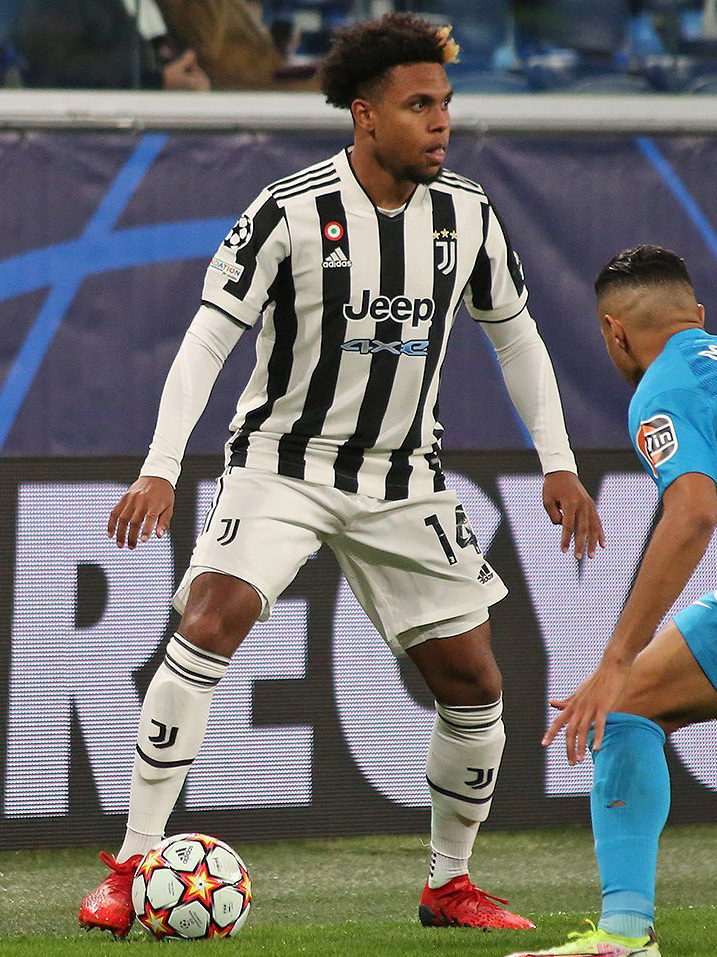
McKennie in azione alla Juventus nel 2021

Il 29 agosto 2020 viene ceduto in prestito alla Juventus, a fronte di un corrispettivo di 4,5 milioni di euro. Primo statunitense nella storia del club, debutta in maglia bianconera il successivo 20 settembre, nella partita casalinga di Serie A contro la Sampdoria vinta 3-0; mentre segna la prima rete in maglia bianconera il 5 dicembre 2020, siglando il momentaneo pareggio nel vittorioso derby della Mole contro il Torino (2-1). Si ripete tre giorni dopo, segnando in sforbiciata nella gara di UEFA Champions League vinta per 3-0 sul campo del Barcellona e valida per l'ultima giornata della fase a gironi, decisiva per l'assegnazione del primo posto.
Giunto in sordina a Torino ma ben presto capace di ritagliarsi un ruolo di rilievo nelle dinamiche della squadra di Andrea Pirlo, il 6 gennaio 2021 segna, dopo essere subentrato ad Aaron Ramsey, la rete del definitivo 3-1 nella vittoria esterna della classica contro il Milan a San Siro. Il successivo 22 febbraio, siglando il definitivo 3-0 nella vittoria interna sul Crotone, mette a referto il suo quarto gol in Serie A diventandone il miglior marcatore statunitense di tutti i tempi, superando Michael Bradley autore di tre reti tra il 2011 e il 2014. A stagione ancora in corso, il 3 marzo 2021 il cartellino del centrocampista viene riscattato dalla Juventus per 18,5 milioni di euro. Chiude l'annata partecipando ai successi bianconeri in Supercoppa italiana e Coppa Italia, i primi trofei in carriera per il texano.
Il 12 gennaio 2022 realizza il gol del provvisorio vantaggio bianconero nella Supercoppa italiana persa 2-1 contro l'Inter ai tempi supplementari. La sua seconda stagione a Torino subisce una battuta d'arresto il successivo 22 febbraio quando, durante l'incontro della fase a eliminazione diretta di Champions sul campo del Villarreal, a seguito di un contrasto con Estupiñán riporta la frattura del secondo e terzo metatarso: questo infortunio lo costringe a terminare anzitempo l'annata.

#### Leeds Utd, ritorno alla Juventus
Il 30 gennaio 2023 viene ceduto in prestito oneroso fino al termine della stagione, con diritto di riscatto, al Leeds Utd. Tuttavia, il giocatore non lascerà un buon ricordo nel suo semestre a Elland Road, venendo peraltro criticato per il suo stato di forma. A fine stagione, dopo la retrocessione in Championship, il club non riscatta McKennie il quale fa così ritorno alla Juventus.
Nell'estate del 2023 è inizialmente relegato tra gli esuberi della rosa bianconera, tuttavia nel corso del precampionato, anche nella contingenza di alcune indisponibilità nel reparto di centrocampo, riesce a far cambiare idea all'ambiente e a ritrovare un posto in squadra; riadattato a esterno, si segnala anzi tra i migliori elementi dei torinesi nella prima parte dell'annata, in cui il 16 settembre 2023, in occasione del successo interno 3-1 sulla Lazio in campionato, raggiunge anche le 100 presenze in maglia bianconera.

### Nazionale
Dopo aver giocato nella varie rappresentative giovanili statunitensi, il 14 novembre 2017 esordisce in nazionale maggiore in occasione dell'amichevole pareggiata per 1-1 a Leiria contro il Portogallo, segnando il gol del momentaneo vantaggio e risultando il migliore in campo.
Convocato per la CONCACAF Gold Cup del 2019, contribuisce al secondo posto degli Stati Uniti siglando due reti contro Curaçao e Giamaica; in occasione della finale persa contro il Messico, McKennie indossa per la prima volta la fascia di capitano della nazionale statunitense. Nello stesso anno, nella sfida contro Cuba del 12 ottobre, realizza nell'arco di tredici minuti la più veloce tripletta nella storia delle Stars & Stripes.
Il 7 giugno 2021 è tra i protagonisti del successo statunitense nella prima edizione della CONCACAF Nations League: realizza il momentaneo 2-2 nella finale contro il Messico, che porta la sfida ai tempi supplementari, e viene eletto miglior giocatore della competizione. Non viene convocato per la Gold Cup, disputata il mese successivo, e poi vinta dagli statunitensi.
Nel novembre del 2022, viene incluso dal commissario tecnico Gregg Berhalter nella rosa statunitense partecipante al campionato del mondo 2022 in Qatar.

## Statistiche

### Presenze e reti nei club
Statistiche aggiornate al 1º luglio 2025.
| Stagione          | Squadra           | Campionato        | Campionato | Campionato | Coppe nazionali | Coppe nazionali | Coppe nazionali | Coppe continentali | Coppe continentali | Coppe continentali | Altre coppe | Altre coppe | Altre coppe | Totale | Totale |
| Stagione          | Squadra           | Comp              | Pres       | Reti       | Comp            | Pres            | Reti            | Comp               | Pres               | Reti               | Comp        | Pres        | Reti        | Pres   | Reti   |
| ----------------- | ----------------- | ----------------- | ---------- | ---------- | --------------- | --------------- | --------------- | ------------------ | ------------------ | ------------------ | ----------- | ----------- | ----------- | ------ | ------ |
| 2016-2017         | Schalke 04        | BL                | 1          | 0          | CG              | -               | -               | UEL                | -                  | -                  | -           | -           | -           | 1      | 0      |
| 2017-2018         | Schalke 04        | BL                | 22         | 0          | CG              | 3               | 0               | -                  | -                  | -                  | -           | -           | -           | 25     | 0      |
| 2018-2019         | Schalke 04        | BL                | 24         | 1          | CG              | 3               | 0               | UCL                | 6                  | 1                  | -           | -           | -           | 33     | 2      |
| 2019-2020         | Schalke 04        | BL                | 28         | 3          | CG              | 4               | 0               | -                  | -                  | -                  | -           | -           | -           | 32     | 3      |
| Totale Schalke 04 | Totale Schalke 04 | Totale Schalke 04 | 75         | 4          |                 | 10              | 0               |                    | 6                  | 1                  |             | -           | -           | 91     | 5      |
| 2020-2021         | Juventus          | A                 | 34         | 5          | CI              | 4               | 0               | UCL                | 7                  | 1                  | SI          | 1           | 0           | 46     | 6      |
| 2021-2022         | Juventus          | A                 | 21         | 3          | CI              | 1               | 0               | UCL                | 6                  | 0                  | SI          | 1           | 1           | 29     | 4      |
| 2022-gen. 2023    | Juventus          | A                 | 15         | 1          | CI              | 1               | 0               | UCL                | 5                  | 2                  | -           | -           | -           | 21     | 3      |
| gen.-giu. 2023    | Leeds Utd         | PL                | 19         | 0          | FACup+CdL       | 1+0             | 0               | -                  | -                  | -                  | -           | -           | -           | 20     | 0      |
| 2023-2024         | Juventus          | A                 | 34         | 0          | CI              | 4               | 0               | -                  | -                  | -                  | -           | -           | -           | 38     | 0      |
| 2024-2025         | Juventus          | A                 | 32         | 2          | CI              | 2               | 0               | UCL                | 9                  | 3                  | SI+Cmc      | 1+4         | 0           | 48     | 5      |
| Totale Juventus   | Totale Juventus   | Totale Juventus   | 136        | 11         |                 | 12              | 0               |                    | 27                 | 6                  |             | 7           | 1           | 182    | 18     |
| Totale carriera   | Totale carriera   | Totale carriera   | 230        | 15         |                 | 23              | 0               |                    | 33                 | 7                  |             | 7           | 1           | 293    | 23     |

### Cronologia presenze e reti in nazionale
| Cronologia completa delle presenze e delle reti in nazionale ― Stati Uniti | Cronologia completa delle presenze e delle reti in nazionale ― Stati Uniti | Cronologia completa delle presenze e delle reti in nazionale ― Stati Uniti | Cronologia completa delle presenze e delle reti in nazionale ― Stati Uniti | Cronologia completa delle presenze e delle reti in nazionale ― Stati Uniti | Cronologia completa delle presenze e delle reti in nazionale ― Stati Uniti | Cronologia completa delle presenze e delle reti in nazionale ― Stati Uniti | Cronologia completa delle presenze e delle reti in nazionale ― Stati Uniti |
| Data                                                                       | Città                                                                      | In casa                                                                    | Risultato                                                                  | Ospiti                                                                     | Competizione                                                               | Reti                                                                       | Note                                                                       |
| -------------------------------------------------------------------------- | -------------------------------------------------------------------------- | -------------------------------------------------------------------------- | -------------------------------------------------------------------------- | -------------------------------------------------------------------------- | -------------------------------------------------------------------------- | -------------------------------------------------------------------------- | -------------------------------------------------------------------------- |
| 14-11-2017                                                                 | Leiria                                                                     | Portogallo                                                                 | 1 – 1                                                                      | Stati Uniti                                                                | Amichevole                                                                 | 1                                                                          | 84’                                                                        |
| 29-5-2018                                                                  | Filadelfia                                                                 | Stati Uniti                                                                | 3 – 0                                                                      | Bolivia                                                                    | Amichevole                                                                 | -                                                                          | 65’                                                                        |
| 2-6-2018                                                                   | Dublino                                                                    | Irlanda                                                                    | 2 – 1                                                                      | Stati Uniti                                                                | Amichevole                                                                 | -                                                                          | 81’                                                                        |
| 9-6-2018                                                                   | Décines-Charpieu                                                           | Francia                                                                    | 1 – 1                                                                      | Stati Uniti                                                                | Amichevole                                                                 | -                                                                          | 79’                                                                        |
| 7-9-2018                                                                   | East Rutherford                                                            | Stati Uniti                                                                | 0 – 2                                                                      | Brasile                                                                    | Amichevole                                                                 | -                                                                          | 83’                                                                        |
| 12-9-2018                                                                  | Nashville                                                                  | Stati Uniti                                                                | 1 – 0                                                                      | Messico                                                                    | Amichevole                                                                 | -                                                                          | 40’                                                                        |
| 15-11-2018                                                                 | Londra                                                                     | Inghilterra                                                                | 3 – 0                                                                      | Stati Uniti                                                                | Amichevole                                                                 | -                                                                          | 76’                                                                        |
| 22-3-2019                                                                  | Orlando                                                                    | Stati Uniti                                                                | 1 – 0                                                                      | Ecuador                                                                    | Amichevole                                                                 | -                                                                          | 68’                                                                        |
| 9-6-2019                                                                   | Cincinnati                                                                 | Stati Uniti                                                                | 0 – 3                                                                      | Venezuela                                                                  | Amichevole                                                                 | -                                                                          | 62’                                                                        |
| 19-6-2019                                                                  | Saint Paul                                                                 | Stati Uniti                                                                | 4 – 0                                                                      | Guyana                                                                     | Gold Cup 2019 - 1º turno                                                   | -                                                                          | 74’                                                                        |
| 23-6-2019                                                                  | Cleveland                                                                  | Stati Uniti                                                                | 6 – 0                                                                      | Trinidad e Tobago                                                          | Gold Cup 2019 - 1º turno                                                   | -                                                                          | 58’                                                                        |
| 30-6-2019                                                                  | Filadelfia                                                                 | Stati Uniti                                                                | 1 – 0                                                                      | Curaçao                                                                    | Gold Cup 2019 - Quarti di finale                                           | 1                                                                          |                                                                            |
| 3-7-2019                                                                   | Nashville                                                                  | Giamaica                                                                   | 1 – 3                                                                      | Stati Uniti                                                                | Gold Cup 2019 - Semifinale                                                 | 1                                                                          | 31’                                                                        |
| 7-7-2019                                                                   | Chicago                                                                    | Messico                                                                    | 1 – 0                                                                      | Stati Uniti                                                                | Gold Cup 2019 - Finale                                                     | -                                                                          | cap.                                                                       |
| 6-9-2019                                                                   | East Rutherford                                                            | Stati Uniti                                                                | 0 – 3                                                                      | Messico                                                                    | Amichevole                                                                 | -                                                                          |                                                                            |
| 12-10-2019                                                                 | Washington                                                                 | Stati Uniti                                                                | 7 – 0                                                                      | Cuba                                                                       | CONCACAF Nations League 2019-2020 - 2º turno                               | 3                                                                          | 46’                                                                        |
| 16-10-2019                                                                 | Toronto                                                                    | Canada                                                                     | 2 – 0                                                                      | Stati Uniti                                                                | CONCACAF Nations League 2019-2020 - 2º turno                               | -                                                                          | 33’                                                                        |
| 15-11-2019                                                                 | Orlando                                                                    | Stati Uniti                                                                | 4 – 1                                                                      | Canada                                                                     | CONCACAF Nations League 2019-2020 - 2º turno                               | -                                                                          |                                                                            |
| 19-11-2019                                                                 | George Town                                                                | Cuba                                                                       | 0 – 4                                                                      | Stati Uniti                                                                | CONCACAF Nations League 2019-2020 - 2º turno                               | -                                                                          | 69’                                                                        |
| 12-11-2020                                                                 | Cardiff                                                                    | Galles                                                                     | 0 – 0                                                                      | Stati Uniti                                                                | Amichevole                                                                 | -                                                                          |                                                                            |
| 16-11-2020                                                                 | Austria                                                                    | Stati Uniti                                                                | 6 – 2                                                                      | Panama                                                                     | Amichevole                                                                 | -                                                                          | 50’                                                                        |
| 30-5-2021                                                                  | San Gallo                                                                  | Svizzera                                                                   | 2 – 1                                                                      | Stati Uniti                                                                | Amichevole                                                                 | -                                                                          | cap.                                                                       |
| 4-6-2021                                                                   | Denver                                                                     | Stati Uniti                                                                | 1 – 0                                                                      | Honduras                                                                   | CONCACAF Nations League 2019-2020 - Semifinale                             | -                                                                          |                                                                            |
| 7-6-2021                                                                   | Denver                                                                     | Stati Uniti                                                                | 3 – 2 dts                                                                  | Messico                                                                    | CONCACAF Nations League 2019-2020 - Finale                                 | 1                                                                          |                                                                            |
| 2-9-2021                                                                   | San Salvador                                                               | El Salvador                                                                | 0 – 0                                                                      | Stati Uniti                                                                | Qual. Mondiali 2022                                                        | -                                                                          | 67’                                                                        |
| 7-10-2021                                                                  | Austin                                                                     | Stati Uniti                                                                | 2 – 0                                                                      | Giamaica                                                                   | Qual. Mondiali 2022                                                        | -                                                                          |                                                                            |
| 13-10-2021                                                                 | Columbus                                                                   | Stati Uniti                                                                | 2 – 1                                                                      | Costa Rica                                                                 | Qual. Mondiali 2022                                                        | -                                                                          |                                                                            |
| 13-11-2021                                                                 | Cincinnati                                                                 | Stati Uniti                                                                | 2 – 0                                                                      | Messico                                                                    | Qual. Mondiali 2022                                                        | 1                                                                          | 68’                                                                        |
| 27-1-2022                                                                  | Columbus                                                                   | Stati Uniti                                                                | 1 – 0                                                                      | El Salvador                                                                | Qual. Mondiali 2022                                                        | -                                                                          |                                                                            |
| 30-1-2022                                                                  | Hamilton                                                                   | Canada                                                                     | 2 – 0                                                                      | Stati Uniti                                                                | Qual. Mondiali 2022                                                        | -                                                                          |                                                                            |
| 2-2-2022                                                                   | Minnesota                                                                  | Stati Uniti                                                                | 3 – 0                                                                      | Honduras                                                                   | Qual. Mondiali 2022                                                        | 1                                                                          | 84’                                                                        |
| 2-6-2022                                                                   | Cincinnati                                                                 | Stati Uniti                                                                | 3 – 0                                                                      | Marocco                                                                    | Amichevole                                                                 | -                                                                          | 72’                                                                        |
| 5-6-2022                                                                   | Kansas City                                                                | Stati Uniti                                                                | 0 – 0                                                                      | Uruguay                                                                    | Amichevole                                                                 | -                                                                          | 46’                                                                        |
| 11-6-2022                                                                  | Austin                                                                     | Stati Uniti                                                                | 5 – 0                                                                      | Grenada                                                                    | CONCACAF Nations League 2022-2023 - 1º turno                               | -                                                                          | 46’                                                                        |
| 14-6-2022                                                                  | San Salvador                                                               | El Salvador                                                                | 1 – 1                                                                      | Stati Uniti                                                                | CONCACAF Nations League 2022-2023 - 1º turno                               | -                                                                          | 46’                                                                        |
| 23-9-2022                                                                  | Düsseldorf                                                                 | Giappone                                                                   | 2 – 0                                                                      | Stati Uniti                                                                | Amichevole                                                                 | -                                                                          | 67’                                                                        |
| 27-9-2022                                                                  | Riad                                                                       | Arabia Saudita                                                             | 0 – 0                                                                      | Stati Uniti                                                                | Amichevole                                                                 | -                                                                          | 76’                                                                        |
| 21-11-2022                                                                 | Al Rayyan                                                                  | Stati Uniti                                                                | 1 – 1                                                                      | Galles                                                                     | Mondiali 2022 - 1º turno                                                   | -                                                                          | 13’ 66’                                                                    |
| 25-11-2022                                                                 | Al Khawr                                                                   | Inghilterra                                                                | 0 – 0                                                                      | Stati Uniti                                                                | Mondiali 2022 - 1º turno                                                   | -                                                                          | 77’                                                                        |
| 29-11-2022                                                                 | Doha                                                                       | Iran                                                                       | 0 – 1                                                                      | Stati Uniti                                                                | Mondiali 2022 - 1º turno                                                   | -                                                                          | 65’                                                                        |
| 3-12-2022                                                                  | Al Rayyan                                                                  | Paesi Bassi                                                                | 3 – 1                                                                      | Stati Uniti                                                                | Mondiali 2022 - Ottavi di finale                                           | -                                                                          | 67’                                                                        |
| 24-3-2023                                                                  | Saint George's                                                             | Grenada                                                                    | 1 – 7                                                                      | Stati Uniti                                                                | CONCACAF Nations League 2022-2023 - 1º turno                               | 2                                                                          | 57’                                                                        |
| 27-3-2023                                                                  | Orlando                                                                    | Stati Uniti                                                                | 1 – 0                                                                      | El Salvador                                                                | CONCACAF Nations League 2022-2023 - 1º turno                               | -                                                                          | 90+2’                                                                      |
| 15-6-2023                                                                  | Paradise                                                                   | Stati Uniti                                                                | 3 – 0                                                                      | Messico                                                                    | CONCACAF Nations League 2022-2023 - Semifinale                             | -                                                                          | 71’                                                                        |
| 9-9-2023                                                                   | Saint Louis                                                                | Stati Uniti                                                                | 3 – 0                                                                      | Uzbekistan                                                                 | Amichevole                                                                 | -                                                                          | 81’                                                                        |
| 12-9-2023                                                                  | Saint Paul                                                                 | Stati Uniti                                                                | 4 – 0                                                                      | Oman                                                                       | Amichevole                                                                 | -                                                                          |                                                                            |
| 14-10-2023                                                                 | East Hartford                                                              | Stati Uniti                                                                | 1 – 3                                                                      | Germania                                                                   | Amichevole                                                                 | -                                                                          | 75’                                                                        |
| 17-10-2023                                                                 | Nashville                                                                  | Stati Uniti                                                                | 4 – 0                                                                      | Ghana                                                                      | Amichevole                                                                 | -                                                                          | 46’                                                                        |
| 16-11-2023                                                                 | Austin                                                                     | Stati Uniti                                                                | 3 – 0                                                                      | Trinidad e Tobago                                                          | CONCACAF Nations League 2023-2024 - Quarti di finale                       | -                                                                          |                                                                            |
| 21-3-2024                                                                  | Arlington                                                                  | Stati Uniti                                                                | 3 – 1 dts                                                                  | Giamaica                                                                   | CONCACAF Nations League 2023-2024 - Semifinale                             | -                                                                          |                                                                            |
| 24-3-2024                                                                  | Arlington                                                                  | Stati Uniti                                                                | 2 – 0                                                                      | Messico                                                                    | CONCACAF Nations League 2023-2024 - Finale                                 | -                                                                          | 27’                                                                        |
| 8-6-2024                                                                   | Landover                                                                   | Stati Uniti                                                                | 1 – 5                                                                      | Colombia                                                                   | Amichevole                                                                 | -                                                                          | 71’                                                                        |
| 12-6-2024                                                                  | Orlando                                                                    | Stati Uniti                                                                | 1 – 1                                                                      | Brasile                                                                    | Amichevole                                                                 | -                                                                          |                                                                            |
| 23-6-2024                                                                  | Arlington                                                                  | Stati Uniti                                                                | 2 – 0                                                                      | Bolivia                                                                    | Coppa America 2024 - 1º turno                                              | -                                                                          | 49’ 78’                                                                    |
| 27-6-2024                                                                  | Atlanta                                                                    | Panama                                                                     | 2 – 1                                                                      | Stati Uniti                                                                | Coppa America 2024 - 1º turno                                              | -                                                                          |                                                                            |
| 1-7-2024                                                                   | Kansas City                                                                | Stati Uniti                                                                | 0 – 1                                                                      | Uruguay                                                                    | Coppa America 2024 - 1º turno                                              | -                                                                          |                                                                            |
| 14-11-2024                                                                 | Kingston                                                                   | Giamaica                                                                   | 0 – 1                                                                      | Stati Uniti                                                                | CONCACAF Nations League 2024-2025 - Quarti di finale                       | -                                                                          | 50’ 72’                                                                    |
| 18-11-2024                                                                 | Saint Louis                                                                | Stati Uniti                                                                | 4 – 2                                                                      | Giamaica                                                                   | CONCACAF Nations League 2024-2025 - Quarti di finale                       | -                                                                          | 69’                                                                        |
| 20-3-2025                                                                  | Inglewood                                                                  | Stati Uniti                                                                | 0 – 1                                                                      | Panama                                                                     | CONCACAF Nations League 2024-2025 - Semifinale                             | -                                                                          |                                                                            |
| 23-3-2025                                                                  | Inglewood                                                                  | Canada                                                                     | 2 – 1                                                                      | Stati Uniti                                                                | CONCACAF Nations League 2024-2025 - Finale 3º posto                        | -                                                                          | 69’                                                                        |
| Totale                                                                     |                                                                            | Presenze                                                                   | 60                                                                         |                                                                            | Reti                                                                       | 11                                                                         |                                                                            |

## Palmarès

### Club
- Supercoppa italiana: 1

Juventus: 2020
- Coppa Italia: 2

Juventus: 2020-2021, 2023-2024

### Nazionale
- CONCACAF Nations League: 3

2019-2020, 2022-2023, 2023-2024

### Individuale
- U.S. Soccer Athlete of the Year: 1

Premio maschile: 2020
- Miglior giocatore della CONCACAF Nations League: 1

2019-2020